# Hotel California
"Hotel California" là bài hát tiêu đề trích từ album Hotel California của Eagles, được phát hành làm đĩa đơn vào ngày 22 tháng 2 năm 1977. Phần ghi công sáng tác thuộc về Don Felder (nhạc), Don Henley và Glenn Frey (lời). Bản thu gốc bài hát của Eagles có Henley hát chính và kết thúc bằng màn độc tấu guitar điện dài 2 phút 12 giây trứ danh do Felder thể hiện với cây đàn cần đôi Gibson EDS-1275 còn Joe Walsh đánh cây Fender Telecaster, trong đó họ lần lượt chơi khúc lead rồi phối hòa âm và chơi hợp âm rải theo hướng nhỏ tiếng dần.
"Hotel California" được xem là bản thu âm nổi tiếng nhất của ban nhạc. Năm 1998, khúc guitar coda dài trong bài đã được độc giả tạp chí Guitarist bầu chọn là khúc guitar solo hay nhất mọi thời đại. Bài hát đã giành giải Grammy cho Thu âm của năm vào năm 1978. Ca từ bài hát đã được người hâm mộ cũng như các nhà phê bình và chính Eagles diễn giải, mô tả bài hát là "thể hiện cuộc sống thượng lưu ở Los Angeles." Trong bộ phim tài liệu History of the Eagles năm 2013, Henley kể rằng bài hát nói về "hành trình từ ngây thơ đến trải nghiệm"... có thế thôi."
Kể từ khi phát hành, "Hotel California" được coi là một trong những bài hát nhạc rock hay nhất mọi thời đại và được nhiều nghệ sĩ tái thể hiện. Julia Phillips từng đề xuất chuyển thể bài hát thành phim, song các thành viên của Eagles không thích ý tưởng này và lời đề nghị ấy không bao giờ thành hiện thực. Về mặt thương mại, "Hotel California" đã đạt vị trí quán quân trên Hot 100 và lọt vào top 10 của một số bảng xếp hạng quốc tế. Eagles đã trình bày trực tiếp "Hotel California" hơn 1.000 lần và đây là bài hát được biểu diễn nhiều thứ ba trong số tất cả các bài hát của họ, sau "Desperado" và "Take It Easy".

## Lịch sử ra đời

### Sáng tác
Bản demo phối không lời do Don Felder phát triển trong một ngôi nhà thuê trên bãi biển Malibu. Anh đã thu những bản ghi cơ bản bằng máy đánh trống Rhythm Ace và bổ sung thêm tiếng đàn guitar 12 dây trên đầu thu âm bốn-rãnh trong phòng ngủ dành cho khách của mình, rồi trộn âm trong một câu đàn bass và đưa cho Don Henley và Glenn Frey mỗi người một bản sao của bản thu. Felder đã gặp Eagles thông qua Bernie Leadon, người bạn cùng ban nhạc thời trung học của mình; anh kể Leadon đã khuyên mình nên thu âm các ca khúc mà anh sáng tác cho ban nhạc để những thành viên khác của ban nhạc như Henley (với sở trường viết lời) có thể làm việc với anh để hoàn thiện những bài hát mà họ thích. Những đĩa demo mà anh làm luôn là phối không lời và ở mỗi dự án album, anh sẽ gửi 15 hoặc 16 ý tưởng. Đĩa demo mà anh làm cho "Hotel California" cho thấy những ảnh hưởng từ nhạc Latin và reggae, làm thu hút sự chú ý của Henley; Henley cho biết mình thích bài hát "nghe giống như nhạc reggae hoặc Bolero của Mexico", làm cho ca khúc có tựa sản xuất đầu tiên là "Mexico Reggae". Record World nhận xét nhạc phẩm là "một hương vị reggae nhẹ tràn ngập giai điệu."
Frey và Henley đều quan tâm đến giai điệu sau khi nghe bản demo và bàn luận về ý tưởng cho ca từ. Năm 2008, Felder mô tả quá trình viết lời bài hát:
Don Henley và Glenn viết phần lớn ca từ. Tất cả chúng tôi lái xe đến L.A. lúc đêm khuya. Chẳng có ai xuất thân từ California cả, và nếu bạn lái xe xuống phố L.A. lúc đêm khuya ... bạn có thể thấy ánh sáng rực rỡ này trên đường chân trời ánh đèn, và những hình ảnh bắt đầu chạy qua đầu bạn về Hollywood và mọi giấc mơ của bạn, đại loại là như thế ... đấy là những gì ca khúc nói về khi chúng tôi bắt đầu sáng tác.

Henley quyết định chọn chủ đề của "Hotel California", nhận thấy rằng Khách sạn Beverly Hills đã trở thành tâm điểm theo nghĩa đen và biểu tượng trong cuộc sống của họ lúc bấy giờ. Henley kể về kinh nghiệm cá nhân và nghề nghiệp của họ ở L.A.: "Chúng tôi được giáo dục một cách sâu rộng về cuộc sống, tình yêu và kinh doanh. Beverly Hills vẫn là một nơi kỳ bí đối với chúng tôi. Ở một khía cạnh nào đó, nơi đây trở thành một điều gì đó mang tính biểu tượng, và 'Hotel' là nơi tập trung mọi thứ mà L.A. có ý nghĩa đối với chúng tôi. Trong một câu, tôi muốn tóm tắt [Khách sạn Beverly Hills] là cái kết của thơ ngây, vòng một."
Frey nghĩ ra một kịch bản điện ảnh về một người mệt mỏi vì lái xe đường dài trên sa mạc nên đã tìm thấy một nơi để nghỉ chân và ghé qua đêm, nhưng lại bước vào "một thế giới kỳ lạ có những nhân vật kỳ dị trú ngụ", và trở và trở nên "hoảng sợ nhanh chóng" bởi cảm giác ngột ngạt khi bị mắc vào một mạng lưới rối bời mà anh ta có thể chẳng bao giờ thoát ra được". Trong một cuộc phỏng vấn với Cameron Crowe, Frey chia sẻ rằng mình và Henley muốn bài hát "mở đầu giống như một tập phim của Twilight Zone", và nói thêm: "Chúng tôi chọn anh chàng này và biến anh ta thành một nhân vật trong The Magus. Ở bộ phim ấy, mỗi lần anh ta bước qua một cánh cửa, lại có một phiên bản thực tại mới. Chúng tôi muốn viết ra một bài hát hệt như một bộ phim điện ảnh." Frey thì mô tả ca khúc trong một cuộc phỏng vấn với Bob Costas của NBC như một thước phim điện ảnh "chỉ cần một cú bấm máy sang cảnh kế tiếp... hình ảnh một chàng trai trên đường cao tốc, hình ảnh khách sạn, anh chàng bước vào, cánh cửa mở ra, những người kỳ dị". Frey  kể tiếp: "Chúng tôi quyết định tạo ra một cái gì đó kỳ dị, chỉ việc ngồi xem liệu bọn tôi có thể làm được hay không". Kế đến Henley viết phần lớn ca từ dựa trên ý tưởng của Frey, và tìm cảm hứng sáng tác bằng cách lái xe ra sa mạc cũng như từ các bộ phim và nhà hát.
Một phần của lời bài hát, chẳng hạn như "Her mind is Tiffany-twisted, she got the Mercedes bends/She got a lot of pretty pretty boys she calls friends", dựa trên cuộc chia tay của Henley với bạn gái Loree Rodkin. Theo dòng ghi chú lót bìa đĩa The Very Best Of của Frey, việc sử dụng từ "steely" trong câu hát, "They stab it with their steely knives, but they just can't kill the beast", là một chi tiết khôi hài ám chỉ ban nhạc Steely Dan - nhóm này từng đưa câu hát "Turn up the Eagles, the neighbours are listening" vào ca khúc "Everything You Did" của họ. Frey cũng từng chia sẻ rằng việc sáng tác bài hát được lấy cảm hứng từ sự táo bạo trong ca từ của Steely Dan và sẵn sàng "bước ra khỏi đó", và nghĩ rằng ca khúc mà họ viết đã "đạt được sự mơ hồ hoàn hảo."

### Thu âm
The Eagles thu âm bài hát ba lần khác nhau với Don Henley hát chính, hai lần tại Record Plant ở Los Angeles và lần cuối tại Criteria Studios ở Miami. Lần đầu nhóm thu âm một khúc riff, song khi bắt đầu thu âm giọng hát, họ nhận thấy nó ở điệu tính quá cao so với giọng của Henley, vì vậy Felder dần dần hạ điệu tính Mi thứ xuống, cuối cùng chuyển sang Si thứ. Tuy nhiên, bản thu thứ hai lại bị xem là quá nhanh. Tại Miami, ban nhạc đã tinh chỉnh phần phối khí và ca từ, đồng thời thu âm nhiều lượt hoàn chỉnh. Năm hoặc sáu phần tốt nhất được chọn ra, rồi những phần này được lồng ghép để tạo ra bản phát hành sau này. Theo nhà sản xuất Bill Szymczyk, họ đã thực hiện 33 chỉnh sửa trên đĩa hậu kỳ hai inch. Phần cuối là màn song tấu guitar giữa Joe Walsh (người thay thế Bernie Leadon sau khi Leadon rời ban nhạc vào năm 1975) và Felder, làm hai người phải ngồi làm việc chung trong khoảng ba ngày để đạt được độ chính xác cần thiết. Lúc đầu Walsh và Felder chuẩn bị ứng tác thì Henley quả quyết rằng bản thu âm phải bám sát âm nhạc giống như bản thu đầu tiên trong đĩa demo của Felder. Tuy nhiên theo Szymczyk, những màn ứng tác của Walsh và Felder đã tạo nên bản cuối cùng của bài hát, khi mà nhà sản xuất này ghép những câu lick của Walsh và Felder với nhau trong khi ông, Walsh và Felder chuyển soạn các phân đoạn guitar hòa âm chung trong phòng thu.
Henley quyết định rằng bài hát nên được phát hành làm đĩa đơn, mặc cho ngờ vực của Felder và công ty thu âm phải miễn cưỡng phát hành nhạc phẩm vì với hơn sáu phút, thời lượng của bài vượt xa thời lượng của các ca khúc thường được phát trên đài phát thanh. Ban nhạc giữ vững lập trường và từ chối yêu cầu rút ngắn bài hát của hãng đĩa. Ca khúc được phát hành dưới dạng đĩa đơn thứ hai trích từ album, xếp sau bài "New Kid in Town". Bìa trước của một số bản đĩa đơn 45rpm có mặt tại thị trường quốc tế là bản làm lại của bìa đĩa LP Hotel California, sử dụng bức hình chụp Khách sạn Beverly Hills của David Alexander, với khâu thiết kế và chỉ đạo nghệ thuật của Kosh.

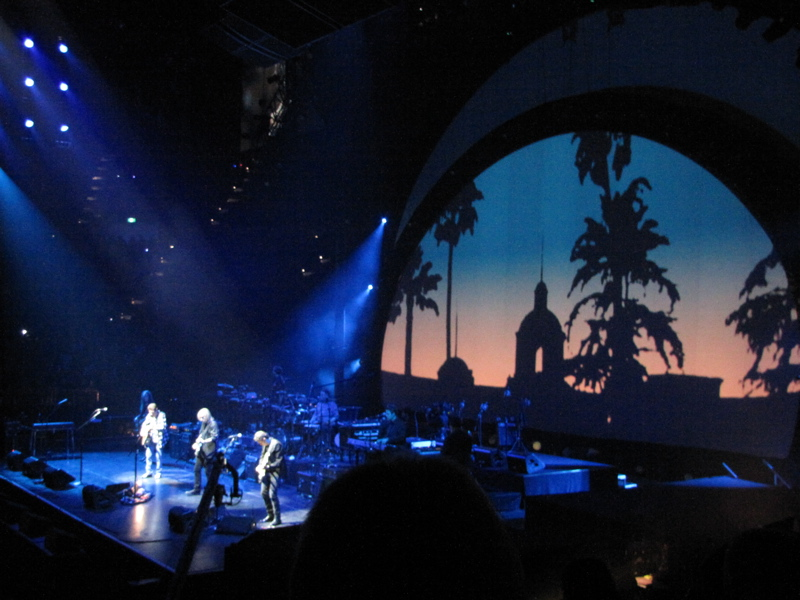
The Eagles trình diễn "Hotel California" trong chuyến lưu diễn Long Road Out of Eden Tour của nhóm tại Úc

Chính vì "Hotel California" trở thành một trong những bài hát nổi tiếng nhất và là ca khúc "đinh" tại các buổi hòa nhạc của nhóm, nên bản thu âm bài hát trực tiếp đã được phát hành. Bản thu trực tiếp đầu tiên của ca khúc xuất hiện trong album trực tiếp (1980) của Eagles, còn bản acoustic với khúc dạo đầu mở rộng là một track trong đĩa CD hòa nhạc và sản phẩm băng đĩa Hell Freezes Over vào năm 1994. Bản Hell Freezes Over được trình bày bằng tám cây guitar và mang âm hưởng nhạc Tây Ban Nha rõ ràng, với phần chuyển soạn và khúc dạo đầu lấy cảm hứng từ flamenco của Felder.
Video âm nhạc của bài hát (ghi hình tại Capital Center vào tháng 3 năm 1977) lần đầu được phát sóng trên kênh USA Network như một phần của chương trình Night Flight vào tháng 8 năm 1985. Kế đó MV này tiếp tục được phát trên kênh VH1. Năm 2013, một bản tái biên tập MV, cũng như các thước phim khác ghi lại những buổi hòa nhạc ở Capital Center, đã được phát hành và nằm trong một phần của bộ phim tài liệu History of the Eagles.

## Cấu trúc hòa âm
Vòng hợp âm của phần dạo đầu và phiên khúc có chín tiết nhịp, mỗi tiết nhịp tương ứng với một hợp âm. Bảy hợp âm khác nhau được dùng ở tám tiết nhịp. Khi bài hát bắt đầu, phải đến tiết nhịp thứ tám thì hợp âm mới lặp lại. Ca khúc ban đầu được sáng tác ở điệu tính Si thứ.
Dưới đây là thứ tự các hợp âm:
Si thứ–Fa♯7–La trưởng–Mi trưởng–Sol trưởng–Rê trưởng–Mi thứ–Fa♯7
i–V7–VII–IV–VI–III–iv–V7
Chuỗi tám tiết nhịp lặp lại ở phần mở đầu, mỗi phiên khúc và phần kết bài, mang lại khuông hòa âm cho toàn bộ phần song tấu guitar mở rộng ở cuối bài hát. Một phép giải thích khác cho vòng hợp âm cho rằng đây là vòng hợp âm flamenco phổ biến, được gọi là "vòng hợp âm Tây Ban Nha" (i–VII–VI–V theo âm giai Phrygia) xen kẽ với các vòng tròn bậc năm liên tiếp. Với chuỗi nốt nhạc ostinato giảm dần, nhạc lý trong bài có thể được xem là fandango, tức tiền thân của điệu chaconne thời Baroque.
Chuỗi hợp âm trong bài không được thông dụng, Ian Anderson của nhóm Jethro Tull còn chỉ ra điểm tương đồng của bài nhạc với ca khúc "We Used to Know" của anh trích từ album Stand Up (1969) - nhạc phẩm từng ăn khách với ngôi quán quân tại UK Albums Chart và đạt hạng 20 trên bảng xếp hạng album của Billboard; anh cho rằng Eagles đã từng nghe bài đó trong album hoặc khi họ đi lưu diễn chung. Khi The Eagles diễn khai mạc cho Jethro Tull vào tháng 6 năm 1972, Don Felder (tác giả phần nhạc) chưa gia nhập ban nhạc cho tới 1974 và vắng mặt ở hậu trường các buổi hòa nhạc của họ. Felder cho biết anh chưa bao giờ nghe "We Used to Know", và anh không hề quen biết Jethro Tull ngoại trừ việc biết giọng ca chính của nhóm này chơi sáo. Chính Anderson chỉ ra bình luận của mình về những điểm tương đồng giữa hai bài chỉ là giỡn: "Đó không phải là đạo nhạc. Chỉ đơn thuần là chung chuỗi hợp âm thôi. Bài đó [Hotel] có số chỉ nhịp khác, điệu tính khác, nhạc lý khác. ... vòng hòa âm harmonic—gần như về mặt toán học thì kiểu gì bạn cũng gặp phải chuyện tương tự nếu gảy vài hợp âm trên cây guitar."
Điệp khúc sử dụng năm trong số bảy hợp âm ở phiên khúc, được xây dựng theo giai điệu làm chuyển giọng từ Si thứ sang cung thể tương đương là cung Đô trưởng.
Sol trưởng–Rê trưởng–Fa♯7–Si thứ–Sol trưởng–Rê trưởng–Mi thứ–Fa♯7
hoặc theo điệu tính Rê trưởng:
IV–I–III7–vi–IV–I–ii–III7

## Đón nhận

### Diễn biến thương mại
"Hotel California" lần đầu lọt vào bảng xếp hạng Billboard Hot 100 vào ngày 26 tháng 2 năm 1977, và giành ngôi đầu bảng xếp hạng đĩa đơn Hot 100 trong một tuần vào tháng 5 năm 1977, trở thành ca khúc đầu tiên của ban nhạc có được ngôi đầu bảng xếp hạng ấy. Nhạc phẩm giành vị trí thứ 10 trên bảng xếp hạng Easy Listen vào tháng 4 năm 1977. Billboard liệt ca khúc ở vị trí thứ 19 trên bảng xếp hạng kết năm Pop Singles (1977). Ba tháng sau lần đầu phát hành, đĩa đơn có được chứng nhận Vàng của Hiệp hội Công nghiệp Ghi âm Hoa Kỳ (RIAA), tức đại diện cho một triệu bản tiêu thụ được. Năm 2009, bài hát còn giành được chứng nhận Bạch kim (giải Doanh số Tải nhạc) của RIAA với doanh số một triệu lượt tải nhạc số, và kể từ đó đã tiêu thụ được hơn ba triệu lượt tải nhạc số.

### Giải thưởng
The Eagles giành giải Grammy cho Thu âm của năm (1977) cho bài hát "Hotel California" tại lễ trao giải Grammy lần thứ 20 vào năm 1978. Cash Box nhận xét rằng "dĩ nhiên là những mảng hòa âm sang trọng đều có ở đây, cùng với các câu đàn guitar rhythm bị tắt tiếng và chuyển điệu giọng hát bổ sung thêm hương vị Tây Ấn" và "những mảng hòa âm guitar bằng nhiều track...kết thúc đoạn cắt bằng kịch tâm lý tình cảm". Năm 2003, bài hát được ghi danh vào Đại sảnh Danh vọng Grammy.
Ca khúc được đánh giá cao trong nhiều danh sách và các cuộc bình chọn nhạc rock. Tạp chí Rolling Stone xếp nhạc phẩm ở vị trí thứ 49 trong danh sách "500 bài hát vĩ đại nhất mọi thời đại". Ca khúc được tôn vinh là một trong 500 bài hát định hình Rock and Roll của Đại sảnh Danh vọng Rock and Roll. Ở buổi lễ ghi danh Eagles vào Đại sảnh Danh vọng Rock and Roll năm 1998, cả bảy thành viên cũ lẫn hiện tại của ban nhạc đã tái hợp để trình bày "Hotel California" và "Take It Easy".
Khúc solo guitar của bài hát được độc giả tạp chí Guitarist bình chọn là khúc solo hay nhất mọi thời đại vào năm 1998, và được xếp thứ 8 trong Top 100 khúc solo guitar hay nhất của Guitar Magazine. Bài hát còn được đưa vào trò chơi video âm nhạc Guitar Hero World Tour. Nhạc phẩm cũng được tạp chí Guitar World xếp ở vị trí số 1 trong danh sách những bài hát chơi bằng guitar 12 dây hay nhất mọi thời đại vào năm 2015.

## Chủ đề và diễn giải
Glenn Frey chia sẻ rằng lúc đầu "Chúng tôi quyết định sáng tạo ra cái gì lạ lẫm, chỉ để xem liệu chúng tôi có thể làm nổi không" và bài hát có ý bắt chước hình ảnh trong cuốn tiểu thuyết The Magus (1965) của John Fowles; nội dung cuốn sách kể về một người đàn ông do dự về những gì anh ta đang trải qua ở một vùng nông thôn lạ lẫm.
Don Henley đưa ra một số lời giải thích về bài hát, trải dài từ "hành trình từ hồn nhiên đến trải nghiệm" đến "một phát ngôn chính trị xã hội." Trong một cuộc phỏng vấn với Rolling Stone, Henley cho biết bài hát có ý nghĩa trở thành "một tác phẩm biểu tượng về nước Mỹ nói chung" và nói thêm, "Về mặt ca từ, ca khúc nhắc đến xung đột giữa các chủ đề truyền thống hoặc cổ điển: bóng tối và ánh sáng, thiện và ác, trẻ và già, tâm linh và thế tục. Tôi đoán bạn có thể nói đây là một bài hát về việc mất đi sự hồn nhiên."

Giới chuyên môn miêu tả bài hát là "nói về sự suy đồi và kiệt sức của người Mỹ, quá nhiều tiền, tham nhũng, ma túy và kiêu ngạo; song lại quá ít sự khiêm tốn và tình yêu thương." Nhạc phẩm còn được diễn giải là phép phúng dụ về chủ nghĩa khoái lạc, tự hủy hoại bản thân và lòng tham ở ngành công nghiệp âm nhạc cuối thập niên 1970. Henley gọi ca khúc "là cách chúng tôi giãi bày cuộc sống thượng lưu ở Los Angeles," và sau nói thêm, "Bài hát không thực sự nói về California mà nói về nước Mỹ. Ca khúc nói về phần đen tối của giấc mơ Mỹ; về sự dư thừa, ái kỷ, về ngành âm nhạc... Nó có cả triệu cách giải thích." Trong bộ phim tài liệu History of the Eagles (2013), Henley nhắc lại những điều kể trên:
Ở hầu hết mọi album chúng tôi đã làm đều có một vài bình luận về ngành âm nhạc, và nói chung là về nền văn hóa Mỹ. Chính cái khách sạn có thể được xem là phép ẩn dụ không chỉ về sáng tác giai thoại ở Nam California, mà còn là sáng tác giai thoại về chính Giấc mơ Mỹ, vì nó là làn ranh mong manh giữa giấc mơ Mỹ và ác mộng Mỹ.

Trong một buổi phỏng vấn vào năm 2009, nhà phê bình John Soeder của The Plain Dealer hỏi Henley liệu anh có hối tiếc khi viết ra những câu hát "So I called up the captain / 'Please bring me my wine' / He said, 'We haven't had that spirit here since 1969'" vì rượu vang được lên men còn rượu mạnh được chưng cất. Henley đáp:
Cảm ơn vì đã hướng dẫn tôi và không, anh không phải người đầu tiên làm tôi chú ý điều này đâu — và anh không cũng không phải người đầu tiên hiểu sai hoàn toàn lời bài hát và bỏ sót phần ẩn dụ. Tin tôi đi, tôi đã tiêu thụ đủ loại đồ uống có cồn lúc ấy để biết chúng được làm ra sao và thuật ngữ chính xác là gì. Nhưng câu đấy trong bài hát chẳng có liên quan gì đến đồ uống có cồn cả. Đấy là một phát ngôn chính trị xã hội. Hối tiếc duy nhất của tôi là phải giải thích chi tiết nó cho anh, như thế làm mất đi mục đích của việc sử dụng các thủ pháp văn học trong sáng tác bài hát và hạ thấp cuộc bàn luận xuống cái tranh luận ngớ ngẩn và chẳng liên quan nào đó về quá trình hóa học.

Trong cuốn sách Encyclopedia of Great Popular Song Recordings, Volume 1, Steve Sullivan giả định rằng cái "spirit" mà Hotel California thiếu từ kể từ năm 1969 là để chỉ thái độ tinh thần của hoạt động xã hội ở thập niên 1960, và việc nhạc disco và những dòng nhạc pop liên quan ở giữa thập niên 1970 đã ngoảnh mặt với nó ra sao.

### Phỏng đoán
Tính ẩn dụ của câu chuyện trong phần lời bài hát đã tạo cảm hứng cho các độc giả đưa ra một số giải thích bằng phỏng đoán. Trong thập niên 1980, mục sư Paul Risley của Giáo phái Cornerstone (thuộc Giáo hội Trưởng lão) tại Burlington, Wisconsin cáo buộc "Hotel California" ám chỉ một khách sạn tại San Francisco từng bị Anton LaVey mua lại và hoán chuyển cơ sở này thành một cơ sở thuộc về Giáo hội Satan của y. Bài hát cũng dính tới cáo buộc có chủ ý chứa những thông điệp tua ngược có ý nhắc tới đạo Satan: "Yes, Satan, he organized his own religion.... It was delicious.... He puts it in a vat and fixes it for his son and gives it away." Don Felder phủ nhận mọi cáo buộc kể trên trong cuộc phỏng vấn vào năm 2019, khẳng định rằng ca khúc nói về "ngành công nghiệp ngầm ở Los Angeles, về việc nó có thể kém đẹp đẽ ra sao." Những tin đồn khác thì cho rằng Hotel California chính là Bệnh viện tâm thần bang Camarillo - nó bị đóng cửa vào năm 1997 rồi tái dựng thành Đại học Channel Islands bang California.
Thuật ngữ "colitas" trong khổ ca từ đầu tiên ("warm smell of colitas, rising up through the air") được diễn giải là từ lóng tình dục hoặc chi tiết liên hệ tới cần sa. "Colitas" tức là "cuống nhỏ" trong tiếng Tây Ban Nha; trong tiếng Mexico thì là tiếng lóng chỉ chồi của cây cần sa. Theo Glenn Frey, cái "warm smell" ("hương vị ấm áp") là "colitas... tức là những cái cuống nhỏ ở phần ngọn cây." Dẫu quản lý của Eagles, Irving Azoff dường như ủng hộ giả thuyết về cần sa; thì Felder lại cho biết: "Colitas là loại cây mọc ở sa mạc và nở hoa vào ban đêm, nó có mùi hăng, gần như là hôi nồng lên vậy. Don Henley nghĩ ra rất nhiều ca từ cho bài hát ấy, và anh ấy nghĩ đến colitas."
Những phép diễn giải khác cho bài hát gồm có nghiện heroin và ăn thịt đồng loại. Nhắc đến nhiều phép diễn giải, Henley đáp: "Một vài phép giải thích man rợ hơn về bài hát ấy thật đáng kinh ngạc. Ca khúc thật sự nói về sự dư thừa văn hóa Mỹ và những cô nàng mà chúng tôi quen. Song nó còn nói về sự mất cân bằng khó khăn giữa nghệ thuật và thương mại."

## Bản cover nổi bật
- The Orb, dưới nghệ danh là Jam on the Mutha sản xuất một bản cover từng đạt hạng 62 tại Anh vào năm 1990.[68][69]
- Gipsy Kings thu âm một phiên bản flamenco của nhạc phẩm hát bằng tiếng Tây Ban Nha, và phiên bản ấy được dùng làm nhạc dạo cho đoạn "the Jesus"  trong bộ phim The Big Lebowski của Anh em Coen.[70][71]
- Mike Piranha thu âm một bản nhạc chế "Hotel Honolulu" vào năm 1998 nhằm châm biếm sự dư thừa, tội ác và những vấn đề khác ở Oahu; ca khúc trở thành bài hit địa phương ở Hawaii.[72]
- Ban nhạc người România Vama Veche thu âm phiên bản ca khúc với phần lời khác và đặt nhan đề là "Hotel Cişmigiu", trình bày bằng tiếng bản địa.[73]
- The Cat Empire thu phiên bản ca khúc bằng tiếng Pháp có nhan đề "L'hotel de Californie" cho chương trình Like a Version của đài Triple J, và nó được đưa vào album biên tập (2005) và cả album trực tiếp On the Attack (2003).[74]
- The Killers và Rhythms del Mundo đã hợp tác thực hiện phiên bản nhạc phẩm bằng nhạc Afro-Cuba cho dự án từ thiện Artists' Project Earth (2009), và đưa nó vào album Rhythms del Mundo Classics.[75]
- Frank Ocean phát hành một ca khúc ("American Wedding") lấy nhạc mẫu là toàn bộ phần track phối khí của "Hotel California", nằm trong đĩa mixtape Nostalgia, Ultra (2011).[76] Don Henley từng dọa kiện Ocean vi phạm bản quyền.[77]
- Ca sĩ kiêm sáng tác nhạc người Hồng Kông Hứa Quan Kiệt từng cover bài hát vào năm 1977.[78]

## Tác động văn hóa
"Hotel California" và phần lời bài hát được hòa quyện cùng nền văn hóa trải rộng khắp thế giới, được nhiều cây viết và nhà bình luận sử dụng để phản ánh những vấn đề từ chính trị đến mạng xã hội và phúc lợi, hoặc để quan sát một tình huống cụ thể. Một nhà kinh tế học từng sử dụng những câu hát "We are programmed to receive / You can check out any time you like / But you can never leave!" để phản ánh sức hấp dẫn của một quốc gia chủ nhà kiểu "Hotel California" với giới đầu tư ngoại quốc có thể bị chi phí rời khỏi đất nước cản trở ra sao. Thuật ngữ "Hiệu ứng Hotel California" được dùng để chỉ tác động tiêu cực của những quy định tài chính lên đầu tư, và những vấn đề mà các nhà đầu tư nước ngoài gặp phải khi rút tiền khỏi Trung Quốc. Nó còn được ứng dụng trong các ý tưởng khác như những vấn đề khi rời bỏ một nhà cung cấp dịch vụ hoặc kênh mạng xã hội, hay khi thoát điện toán đám mây. Nhiều nhà bình luận đã sử dụng phép loại suy tương tự để vẽ ra những kịch bản nháp cho sự kiện Brexit, với thuật ngữ "Hotel California Brexit".
Một cuốn sách có nhan đề Operation Hotel California: The Clandestine War Inside Iraq (do Lực lượng Đặc nhiệm CIA-Hoa Kỳ đặt) nói về chiến dịch bí mật ở Iraqi Kurdistan ở giai đoạn tiền chiến tranh Iraq. Mặc dù Eagles nổi tiếng vì miễn cưỡng cấp phép cho sử dụng các ca khúc của họ trong các chương trình, song bài hát đã được sử dụng trong một số bộ phim điện ảnh và chương trình truyền hình, ví dụ như The Big Lebowski (trình bày bởi nhóm the Gipsy Kings), American Horror Story, The Sopranos, và dòng chạy chữ cuối phim Shang-Chi và huyền thoại Thập Luân.
Ngày 13 tháng 7 năm 2022, ba cá nhân bị cáo buộc đã âm mưu bán lời bài hát "Hotel California" và hai bài hát nữa do Henley viết tay từ album cùng tên; văn phòng Luật sư quận Manhattan cho rằng chúng bị lấy trái phép. Các công tố viên cho rằng phần lời có thể đem đấu giá được hơn một triệu đô la Mỹ. Ba người đàn ông kia không nhận tội và được tại ngoại chờ xét xử. Nhà quản lý của Eagles, Irving Azoff cho biết vụ án đã phơi bày "sự thật về việc bán kỷ vật âm nhạc, gồm những món đồ bị mất cắp và mang tính cá nhân cao ẩn sau vẻ ngoài hợp pháp".

## Trình diễn trực tiếp
Hotel California đã được 167 nghệ sĩ khác nhau trình bày tới 2.204 lần tính đến cuối năm 2021. Con số này tính cả 1.057 lần trình bày bài hát của Eagles, 202 lần của riêng Don Felder và 187 lần của riêng Don Henley.

## Nhân sự
Một phần ghi công được lấy từ Richard Buskin và Bill Szymczyk.
- Don Felder: guitar acoustic 12 dây, guitar điện 12-dây, hát bè[3][7]
- Don Henley: hát chính, trống, bộ gõ[3]
- Glenn Frey: guitar acoustic 12 dây, hát bè
- Joe Walsh: guitar điện,[3] organ, hát bè
- Randy Meisner: bass,[3] hát bè

## Xếp hạng
| Xếp hạng (1977)                       | Vị trí cao nhất |
| ------------------------------------- | --------------- |
| Áo (Ö3 Austria Top 40)                | 13              |
| Bỉ (Ultratop 50 Flanders)             | 24              |
| Canada Top Singles (RPM)              | 1               |
| Canada Adult Contemporary (RPM)       | 2               |
| Pháp (SNEP)                           | 2               |
| Đức (GfK)                             | 6               |
| Hà Lan (Dutch Top 40)                 | 8               |
| Hà Lan (Single Top 100)               | 6               |
| New Zealand (Recorded Music NZ)       | 5               |
| Na Uy (VG-lista)                      | 5               |
| Tây Ban Nha (AFE)                     | 3               |
| Thụy Sĩ (Schweizer Hitparade)         | 2               |
| Anh Quốc (OCC)                        | 8               |
| Hoa Kỳ Billboard Hot 100              | 1               |
| Hoa Kỳ Adult Contemporary (Billboard) | 10              |

| Xếp hạng (2016)                   | Vị trí cao nhất |
| --------------------------------- | --------------- |
| Hoa Kỳ Hot Rock Songs (Billboard) | 6               |

| Xếp hạng (2020–2022)            | Vị trí cao nhất |
| ------------------------------- | --------------- |
| Thế giới Global 200 (Billboard) | 132             |

| Xếp hạng (1977)              | Vị trí |
| ---------------------------- | ------ |
| Canada Top 200 singles (RPM) | 8      |
| Đức (Official German Charts) | 20     |
| Hà Lan (Dutch Top 40)        | 57     |
| Hà Lan (Single Top 100)      | 52     |
| New Zealand                  | 30     |
| Hoa Kỳ Billboard Hot 100     | 19     |

| Xếp hạng (2012) | Vị trí |
| --------------- | ------ |
| Pháp (SNEP)     | 198    |

| Xếp hạng (2016)                   | Vị trí |
| --------------------------------- | ------ |
| Hoa Kỳ Hot Rock Songs (Billboard) | 59     |

| Xếp hạng (2021)        | Vị trí |
| ---------------------- | ------ |
| Global 200 (Billboard) | 126    |

| Xếp hạng (2022)        | Vị trí |
| ---------------------- | ------ |
| Global 200 (Billboard) | 132    |

## Chứng nhận
| Quốc gia | Chứng nhận  | Số đơn vị/doanh số chứng nhận |
| --- | ----------- | ----------------------------- |
| Đan Mạch (IFPI Đan Mạch) | Bạch kim    | 90.000‡                       |
| Pháp (SNEP) | Bạc         | 250.000*                      |
| Ý (FIMI) Doanh số/lượt tải nhạc số từ năm 2009                                                                                                 | 2× Bạch kim | 100.000‡                      |
| Nhật Bản doanh số từ 1976-1978 | —           | 350.000                       |
| Nhật Bản (RIAJ) phát hành năm 1996 (doanh số đĩa vật lý)                                                                                       | Bạch kim    | 100.000^                      |
| New Zealand (RMNZ) | 7× Bạch kim | 210.000‡                      |
| Anh Quốc (BPI) | 3× Bạch kim | 1.800.000‡                    |
| Hoa Kỳ (RIAA) Đĩa đơn vật lý | Vàng        | 1.000.000^                    |
| Hoa Kỳ (RIAA) Tải nhạc số | Bạch kim    | 3.000.000                     |
| * Chứng nhận dựa theo doanh số tiêu thụ. ^ Chứng nhận dựa theo doanh số nhập hàng. ‡ Chứng nhận dựa theo doanh số tiêu thụ và phát trực tuyến. |             |                               |